# HD 155358
HD 155358은 지구에서 허큘리스자리 방향으로 약 142 광년 떨어진 곳에 있는 항성이다. 외계 행성 HD 155358 b과 HD 155358 c를 거느린다. 행성을 가진 항성으로 알려진 것중 중원소 함량이 제일 적은데 중원소가 적은 항성 주위에서도 행성이 생겨난다는 사실은 행성 탄생 모형 및 미래 행성 탐사에 있어 중요한 의미가 있다.